# Стерлінгова зона

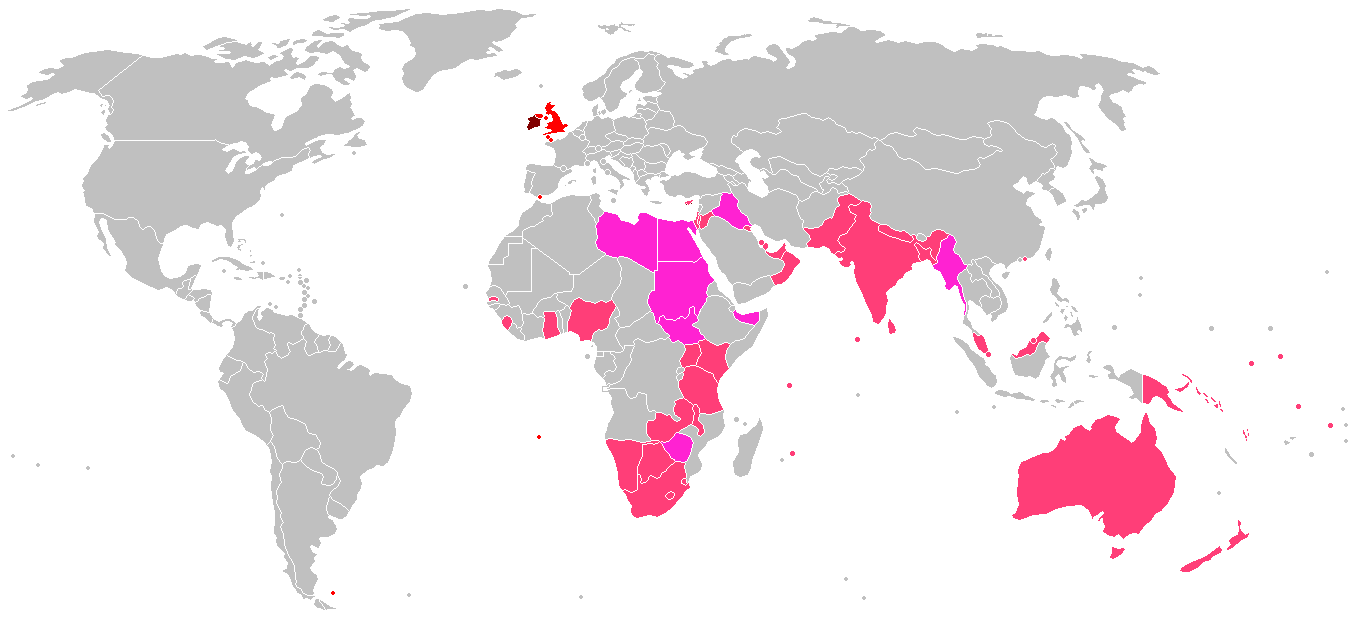
Стерлінгова зона
Стерлінгова зона в 2007 році
Країна, яка вийшла зі складу зони після 1972 року (Ірландія)
Країни, які вийши зі складу зони в 1972 році
Країни, які вийшли зі складу зони до 1972 року

Стерлінгова зона (англ. Sterling area) — очолюване Великою Британією валютне угруповання країн, які проводили узгоджену політику в сфері міжнародних валютно-фінансових відносин з переважним використанням фунта стерлінгів у валютних операціях.

## Історія
Попередником зони був «стерлінговий блок», який сформувався після скасування золотого стандарту у Великій Британії 21 вересня 1931 року. До блоку входили території Британської імперії та деякі інші країни, що знаходилися під економічним впливом Великої Британії.
Стерлінгова зона була сформована на початку Другої світової війни з введенням валютного контролю Великою Британією та іншими учасниками зони. Зона була найбільшим валютним союзом за територією та чисельністю країн, що входили до неї. Загальна площа країн зони становила близько 1/6 території Землі, а населення — близько 1 млрд осіб. Основною причиною об'єднання такої великої кількості різних за рівнем економічного розвитку країн в єдиний валютний союз стали тісні економічні зв'язки з Великою Британією, що склалися в період англійського колоніального панування. Важливе значення також мало традиційне здійснення міжнародних розрахунків через лондонський фінансовий центр.
Існування стерлінгової зони приносило Великій Британії значну економічну вигоду, оскільки країни-учасники були значним джерелом різноманітної сировини, а також ринком збуту англійських товарів. У 1970 році на частку країн стерлінгової зони припадало близько 30% англійського експорту та імпорту. Крім того, зона також слугувала найбільш важливою сферою експорту англійського капіталу та забезпечувала основну частину доходу від іноземних інвестицій Великої Британії.
Перебування у складі зони надавало переваги й іншим країнам-учасникам. Вони отримали пільговий режим для продажу товарів на англійському ринку та окремі пільги при здійсненні операцій на лондонському грошовому ринку. Країни-учасники  користувалися відсутністю валютних обмежень під час розрахунків всередині зони, а також були забезпечені англійською економічною допомогою.
Під час існування зони, її склад неодноразово змінювався. У післявоєнний період зону покинули Єгипет, Судан, Ізраїль, Ірак, Бірма та Лівія. На початку 70-х років XX століття до складу зони входили країни-учасники Співдружності націй (крім Канади та Південної Родезії), британські заморські території, а також деякі незалежні держави.
У стерлінгову зону в цей період входили:
- в Європі: Велика Британія, Гібралтар, Ірландія, Ісландія, Мальта;
- в Азії: Бангладеш, Бахрейн, Гонконг, Індія, Йорданія, Катар, Кіпр, Кувейт, Малайзія, Народна Демократична Республіка Ємен, Об'єднані Арабські Емірати, Оман, Пакистан, Сінгапур, Цейлон;
- в Африці: Ботсвана, Гамбія, Гана, Замбія, Кенія, Лесото, Маврикій, Малаві, Намібія, Нігерія, Свазіленд, Сейшельські острови, Сьєрра-Леоне, Танзанія, Уганда, Південно-Африканська Республіка;
- в Америці: Барбадос, Британський Гондурас, Гаяна, Тринідад і Тобаго, Ямайка;
- в Австралії і Океанії: Австралія, Західне Самоа, Науру, Нова Зеландія, Папуа - Нова Гвінея, Тонга, Фіджі.

Основні риси валютного механізму зони в зазначений період:
1) підтримка визначеного курсу національних валют до фунта стерлінгів;
2) більш пільговий режим оборотності між валютами зони порівняно до валют інших країн;
3) наявність всередині зони єдиної системи валютного контролю, який насамперед спрямований на валютний обіг країн-учасників з рештою світу;
4) участь ряду країн зони в загальному валютному фонді за допомогою передачі до централізованого резерву, розташованого в Лондоні всієї або частини виручки в доларах або іншій валюті за твердим фіксованим курсом, а також золота;
5) зберігання великої частини валютних резервів у фунтах стерлінгів у формі стерлінгових авуарів в банках Англії.
Система валютного контролю в цей період забезпечувала максимально можливу свободу валютного обігу всередині зони та контроль над угодами поза зоною. Система створювала певні переваги для Великої Британії щодо доступу до матеріальних і фінансових ресурсів зони. Для цього використовувалися валютне ліцензування, системи різних валютних рахунків з різними режимами здійснення валютних операцій та ін. Загальний валютний фонд концентрувався в Валютному зрівняльному фонді англійського казначейства.
Юридично стерлінгова зона не мала централізованого керівного органу, а її діяльність здійснювалася валютними органами країн-учасників. Однак рекомендації Банку Англії відігравали важливу роль в розробці та здійсненні валютної політики стерлінгової зони. Координація валютної політики країн зони здійснювалася також конференціями країн-учасників Співдружності та конференціями міністрів фінансів.
Поступово значення фунта стерлінгів як центральної валюти зони знижувалося, поширювалися децентралізаційні тенденції. У 1967 році під час девальвації фунта стерлінгів багато країн зони (Австралія, Йорданія, Лівія, Малайзія, Нігерія, Пакистан, ПАР та ін.) не знизили курс своїх національних валют, а долар США став використовуватися в якості основної резервної валюти в більшості країн зони.
23 січня 1972 року Велика Британія запровадила плаваючий курс фунта та в односторонньому порядку скасувала пільговий режим валютних розрахунків практично з усіма країнами зони. З цього моменту валютний контроль не поширювався тільки на «спискові території» зони, до складу яких увійшли лише Велика Британія, Ірландія та Гібралтар. До решти країн-учасників почали застосовуватися майже ті ж норми валютного контролю, що і до країн, які не входили до зони.
Вступ Великої Британії до Європейського економічного співтовариства у 1973 році ще більше знизив вплив стерлінгової зони та можливості використання фунта стерлінгів в якості її центральної валюти. Країни зони почали поступово відмовлятися від підтримки твердого курсу національних валют до фунта стерлінгів. У вересні 1975 року від прив'язки курсу рупії до фунта відмовилася Індія — найбільша країна зони.
З початку листопада 1976 року британським банкам було заборонено надавати короткострокові (до 6 місяців) кредити в фунтах стерлінгів задля фінансування торгівлі країн зони; це обмеження не поширювалося лише на «спискові території». Ірландія, приєднавшись до Європейської валютної системи, з 18 грудня 1978 року ввела валютний контроль з англійськими резидентами та фактично вийшла зі складу облікових територій .